# Mont Ventoux Dénivelé Challenge 2019
La 1.ª edición de la clásica ciclista Mont Ventoux Dénivelé Challenge fue una carrera en Francia que se celebró el 17 de junio de 2019 con inicio en la ciudad de Vaison-la-Romaine y final en alto del Mont Ventoux sobre un recorrido de 173 kilómetros.
La carrera hizo parte del UCI Europe Tour 2019, dentro de la categoría UCI 1.1. El vencedor final fue el español Jesús Herrada del equipo Cofidis, Solutions Crédits seguido de Romain Bardet y Rein Taaramäe.

## Equipos participantes
Tomaron parte en la carrera 12 equipos: 3 de categoría UCI WorldTeam; 7 de categoría Profesional Continental; y 2 de categoría Continental. Formando así un pelotón de 80 ciclistas de los que acabaron 54. Los equipos participantes fueron:
| WorldTeams (3)- EF Education First - AG2R La Mondiale - Groupama-FDJ Equipos continentales profesionales (7)- Cofidis, Solutions Crédits - Vital Concept-B&B Hotels - Arkéa-Samsic - Caja Rural-Seguros RGA - Delko-Marseille Provence - Total Direct Énergie - Euskadi Basque Country-Murias Equipos continentales (2)- Amore & Vita-Prodir - Interpro Cycling Academy |
| |

## Clasificación final
- Las clasificaciones finalizaron de la siguiente forma:[5]

| \| Clasificación general \| Clasificación general \| Clasificación general \| Clasificación general \| Clasificación general \| \| Ciclista \| Ciclista \| Equipo \| Tiempo \| \| \| --------------------- \| ---------------------------- \| ----------------------------- \| --------------------- \| --------------------- \| \| 1.º \| Jesús Herrada \| Cofidis, Solutions Crédits \| 5 h 02 min 05 s \| \| \| 2.º \| Romain Bardet \| AG2R La Mondiale \| + 9 s \| \| \| 3.º \| Rein Taaramäe \| Total Direct Énergie \| + 1 min 12 s \| \| \| 4.º \| Julien El Fares \| Delko Marseille Provence \| + 1 min 38 s \| \| \| 5.º \| Élie Gesbert \| Arkéa-Samsic \| + 2 min 24 s \| \| \| 6.º \| Javi Moreno Bazán \| Delko Marseille Provence \| + 2 min 29 s \| \| \| 7.º \| Pierpaolo Ficara \| Amore & Vita-Prodir \| + 2 min 40 s \| \| \| 8.º \| Óscar Rodríguez Garaicoechea \| Euskadi Basque Country-Murias \| + 2 min 43 s \| \| \| 9.º \| Tony Gallopin \| AG2R La Mondiale \| + 2 min 52 s \| \| \| 10.º \| Darwin Atapuma \| Cofidis, Solutions Crédits \| + 2 min 58 s \| \| |                              |                               |                 |
| |                              |                               |                 |
| Fuente: ProCyclingStats |                              |                               |                 |
| Clasificación general |                              |                               |                 |
| Ciclista | Ciclista                     | Equipo                        | Tiempo          |
| 1.º | Jesús Herrada                | Cofidis, Solutions Crédits    | 5 h 02 min 05 s |
| 2.º | Romain Bardet                | AG2R La Mondiale              | + 9 s           |
| 3.º | Rein Taaramäe                | Total Direct Énergie          | + 1 min 12 s    |
| 4.º | Julien El Fares              | Delko Marseille Provence      | + 1 min 38 s    |
| 5.º | Élie Gesbert                 | Arkéa-Samsic                  | + 2 min 24 s    |
| 6.º | Javi Moreno Bazán            | Delko Marseille Provence      | + 2 min 29 s    |
| 7.º | Pierpaolo Ficara             | Amore & Vita-Prodir           | + 2 min 40 s    |
| 8.º | Óscar Rodríguez Garaicoechea | Euskadi Basque Country-Murias | + 2 min 43 s    |
| 9.º | Tony Gallopin                | AG2R La Mondiale              | + 2 min 52 s    |
| 10.º | Darwin Atapuma               | Cofidis, Solutions Crédits    | + 2 min 58 s    |

## UCI World Ranking
El Mont Ventoux Dénivelé Challenge otorgó puntos para el UCI World Ranking para corredores de los equipos en las categorías UCI WorldTeam, Profesional Continental y Equipos Continentales. La siguiente tabla muestra el baremo de puntuación y los 10 corredores que obtuvieron más puntos:
| Posición   | 1.º | 2.º | 3.º | 4.º | 5.º | 6.º | 7.º | 8.º | 9.º | 10.º | 11.º | 12.º | 13.º-15.º | 16.º-25.º |
| Puntuación | 125 | 85  | 70  | 60  | 50  | 40  | 35  | 30  | 25  | 20   | 15   | 10   | 5         | 3         |

| Clasificación |                  |                               |        |
| Posición      | Ciclista         | Equipo                        | Puntos |
| ------------- | ---------------- | ----------------------------- | ------ |
| 1.º           | Jesús Herrada    | Cofidis, Solutions Crédits    | 125    |
| 2.º           | Romain Bardet    | AG2R La Mondiale              | 85     |
| 3.º           | Rein Taaramäe    | Total Direct Énergie          | 70     |
| 4.º           | Julien El Fares  | Delko Marseille Provence      | 60     |
| 5.º           | Élie Gesbert     | Arkéa Samsic                  | 50     |
| 6.º           | Javier Moreno    | Delko Marseille Provence      | 40     |
| 7.º           | Pierpaolo Ficara | Amore & Vita-Prodir           | 35     |
| 8.º           | Óscar Rodríguez  | Euskadi Basque Country-Murias | 30     |
| 9.º           | Tony Gallopin    | AG2R La Mondiale              | 25     |
| 10.º          | Darwin Atapuma   | Cofidis, Solutions Crédits    | 20     |